# Рупрехт II (курфюрст Пфальца)
Рупрехт II Серьёзный (нем. Ruprecht II. der Harte (der Ernste); 12 мая 1325, Амберг — 6 января 1398, Амберг) — пфальцграф Рейнский с 1329 года, курфюрст Пфальца с 1390 года, из династии Виттельсбахов.

## Биография
Старший сын пфальцграфа Рейнского Адольфа Говорливого и Ирменгарды фон Эттинген.
В 1329 году согласно условиям договора в Павии между императором Людвигом Баварским и братьями Адольфа Рудольфом II и Рупрехтом I был признан в качестве пфальцграфа Рейнского и получил часть владений, принадлежавших когда-то его деду Рудольфу I.
В 1334 году Рупрехтом I достиг соглашения со своим несовершеннолетним племянником о том, что в случае раздела с Рудольфом II они хотели бы совместно владеть и управлять доставшимися им частями. По первому разделу Пфальца в феврале 1338 они получили большую часть Нижнего Пфальца с Гейдельбергом и Верхний Пфальц. После смерти Рудольфа II Слепого последовал новый раздел земель. Большую часть земель, включая бывшую долю Рудольфа отошла Рупрехту I. Рупрехт II получил только меньшую часть, наиболее значимыми местами были Линденфельс, Альцай, Штромберг (Хунсрюк) и замок Шталек. В 1355 стал наследником своего дяди Рудольфа II на случай если у него не будет наследников мужского пола. Соглашение было подтверждено в 1357, а в 1368 было достигнуто соглашение о неделимости Пфальца и Рупрехт официально стал соправителем курфюрста Рупрехта I.
После смерти дяди — Рупрехта I — был провозглашен курфюрстом Пфальца 16 февраля 1390 года с согласия немецкого короля Венцеслава. В 1391 году изгнал из своих владений евреев и еретиков, конфисковав их имущество в пользу Гейдельбергского университета.
В 1395 издал так называемую «Рупрехтианскую конституцию», призванную обеспечить территориальную целостность Пфальца. Это привело в числе прочего к включению в состав курфюршества бывшего имперского города Неккаргемюнд.
Похоронен в цистерцианском монастыре Шёнау под Гейдельбергом.

## Семья и дети
Женой Рупрехта II была (1345) Беатриса Сицилийская, дочь короля Педро II. Дети:
- Анна (1346 — 30 ноября 1415), с 1363 жена Вильгельма VII Юлихского
- Фридрих (1347 — ок. 1395)
- Мехтильда (р. 1350), жена ландграфа Зигоста Лейхтенбергского
- Елизавета — умерла в детстве
- Рупрехт (1352—1410), король Германии
- Адольф — умер в детстве.